# Yggdrasil Linux
Yggdrasil Linux/GNU/X lub LGX (wymowa: igg-drah-sill – jedna z pierwszych dystrybucji Linuksa. Projekt był rozwijany przez firmę Yggdrasil Computing, Incorporated założoną przez Adama J. Richtera w Berkeley w Kalifornii.
Yggdrasil był pierwszą dystrybucją oferującą tzw. live CD, czyli możliwość uruchomienia systemu bez konieczności instalowania go na dysku twardym. Yggdrasil reklamował się jako system typu Plug-and-Play, który starał się dopasować do sprzętu, na którym został uruchomiony.
Ostatnia wersja systemu Yggdrasil została wydana w 1995 roku.
Słowo Yggdrasil pochodzi z mitologii nordyckiej i oznacza drzewo życia. Nazwa ta została wybrana, ponieważ dystrybucja wykorzystała niezależne, mniejsze programy i łączyła je w jeden kompletny produkt. Motto firmy to „Wolne oprogramowanie dla nas wszystkich” (oryginał: Free Software For The Rest of Us).
Yggdrasil był w pełni zgodny z uniksowym systemem hierarchii plików.

## Historia i wersje

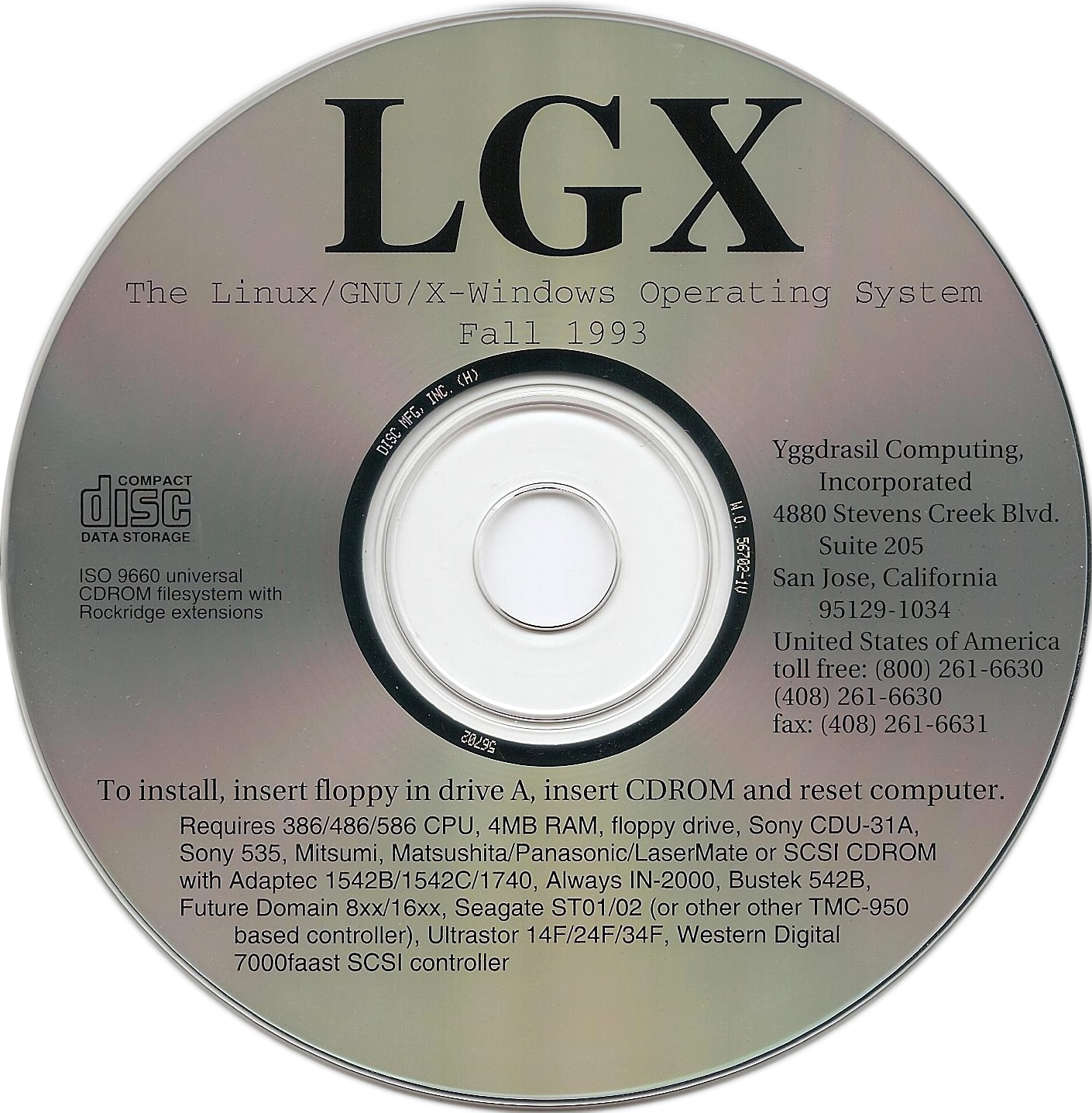
Płyta CD z dystrybucją LGX Yggdrasil Linux, wydanie "jesień 1993"

Yggdrasil ogłosił prace nad 'bootowalnym uniksopodobnym systemem Linux/GNU/X dla PC' 24 października 1992 roku, a pierwszą wersję wydał niespełna 2 miesiące później, 8 grudnia 1992. Wydanie alfa zawierało wersję jądra 0.98.1, wersję v11r5 systemu X Window System, która wspierała rozdzielczości do 1024x768 z 256 kolorami, kolekcję programów GNU takich jak kompilatory C i C++, debugger, bison, flex, make, TeX, groff, Ghostscript, edytory tekstu elvis i Emacs oraz wiele innych funkcjonalności. Pierwsze wydanie miało bardzo konkretne wymagania sprzętowe: komputer Intel 386, przynajmniej 8MB pamięci RAM i 100MB miejsca na dysku twardym. Wersja alfa nie dotarczała kodów źródłowych do wszystkich jej składowych, między innymi edytora elvis.
Wersja beta została wydana 18 lutego 1993 roku. Yggdrasil w tej wersji można było kupić za 60 dolarów amerykańskich. Wydanie beta zawierało jądro 0.99.5, system X oraz kolekcję programów GNU. Do 22 sierpnia 1993 roku firma Yggdrasil sprzedała ponad 3100 kopii dystrybucji LGX beta.
Wersję produkcyjną dystrybucji można było nabyć za 99 dolarów, z dokładnością do tego, że była ona dostępna za darmo dla każdego programisty, który brał udział w tworzeniu oprogramowania zawartego na oferowanej płycie CD.
Wczesne wydania Yggdrasila były także dostępne w sklepach specjalizujących się w sprzedaży oprogramowania na płytach CD.

## Yggdrasil Computing, Incorporated
Adam J. Richter założył firmę Yggdrasil Computing wraz z Billem Selmeierem. Richter rozważał także współpracę z Michaelem Tiemannem, ale ostatecznie nie zdecydował się na dołączenie do twórców Cygnus.
Richter był członkiem Ligi Wolnego Programowania (League for Programming Freedom). Podczas tworzenia wersji alfa systemu miał do dyspozycji tylko dysk o pojemności 200MB, co uniemożliwiło dostarczenie kodów źródłowych wszystkich pakietów zawartych na wydanej płycie CD.
Yggdrasil Incorporated wydało kilka książek na temat systemu Linux, między innymi "The Linux Bible: The GNU Testament", a także wspierało rozwój systemu plików i graficznego systemu X.
Firma przeniosła się do San Jose w Kalifornii w 1996 roku. Wtedy też korporacja wydała "Linux Internet Archives" – 6 płyt CD z oprogramowaniem Linux.
Firma była aktywna aż do 2000 roku, w którym wydała "Linux Open Source DVD". W tym samym roku jej strona internetowa została zawieszona, a sama firma przestała wydawać oprogramowanie.